# Ле-Брок (Приморские Альпы)
Ле-Брок (фр. Le Broc) — коммуна на юго-востоке Франции в регионе Прованс — Альпы — Лазурный берег, департамент Приморские Альпы, округ Грас, кантон Ницца-3. До марта 2015 года коммуна административно входила в состав упразднённого кантона Карро (округ Грас).
Площадь коммуны — 18,65 км², население — 1237 человек (2006) с выраженной тенденцией к росту: 1376 человек (2012), плотность населения — 73,8 чел/км².

## Население
Население коммуны в 2011 году составляло — 1346 человек, а в 2012 году — 1376 человек.
| 1962 | 1968 | 1975 | 1982 | 1990 | 1999 | 2006 | 2008 | 2011 | 2012 |
| ---- | ---- | ---- | ---- | ---- | ---- | ---- | ---- | ---- | ---- |
| 316  | 339  | 360  | 422  | 671  | 1023 | 1237 | 1301 | 1346 | 1376 |

Динамика численности населения:

## Экономика
В 2010 году из 856 человек трудоспособного возраста (от 15 до 64 лет) 642 были экономически активными, 214 — неактивными (показатель активности 75,0 %, в 1999 году — 72,6 %). Из 642 активных трудоспособных жителей работали 607 человек (335 мужчин и 272 женщины), 35 числились безработными (13 мужчин и 22 женщины). Среди 214 трудоспособных неактивных граждан 69 были учениками либо студентами, 69 — пенсионерами, а ещё 76 — были неактивны в силу других причин.
На протяжении 2010 года в коммуне числилось 480 облагаемых налогом домохозяйств, в которых проживало 1273,0 человека. При этом медиана доходов составила 20 тысяч 723 евро на одного налогоплательщика.

## Достопримечательности (фотогалерея)

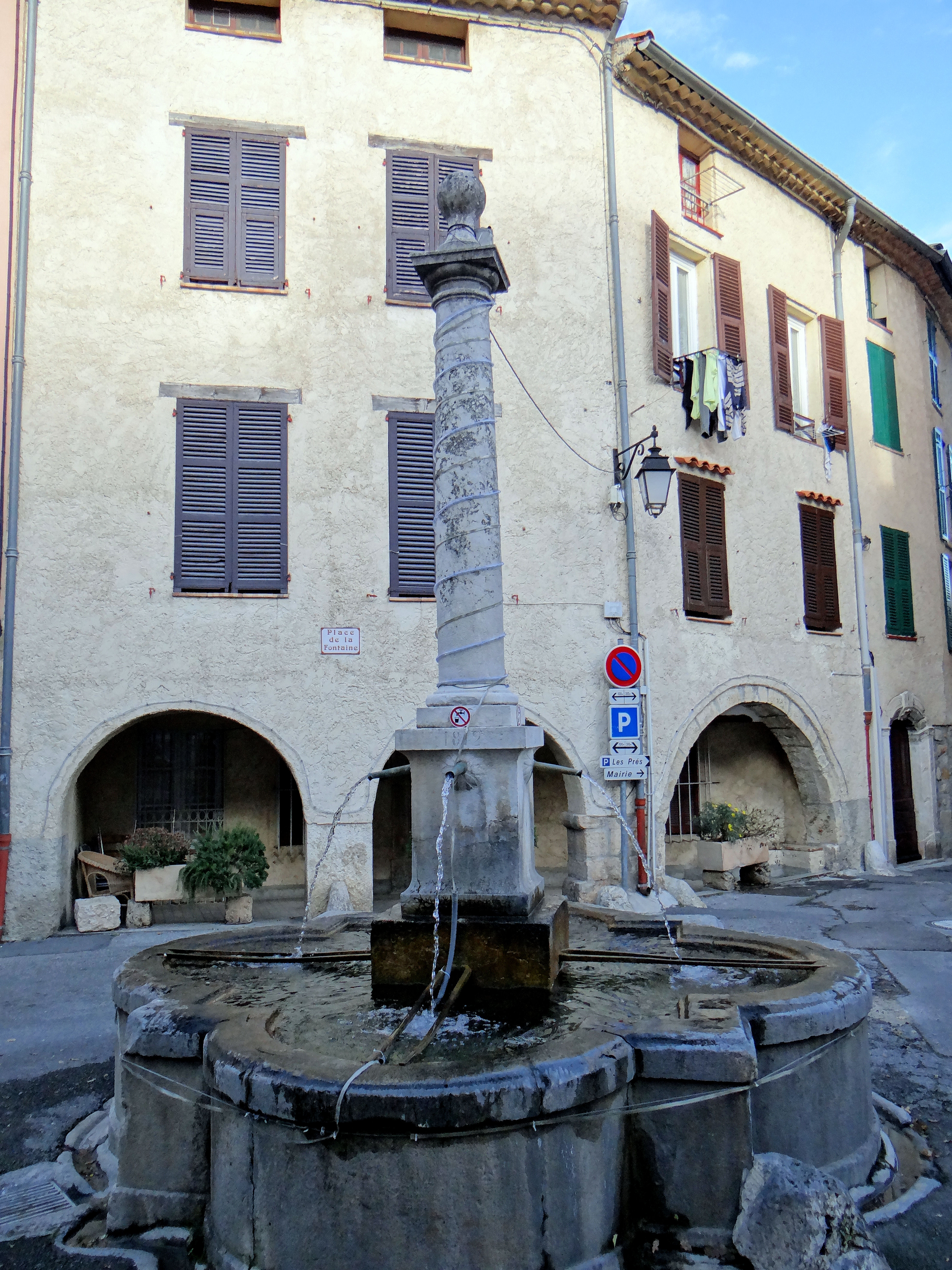
Фонтан (1842)
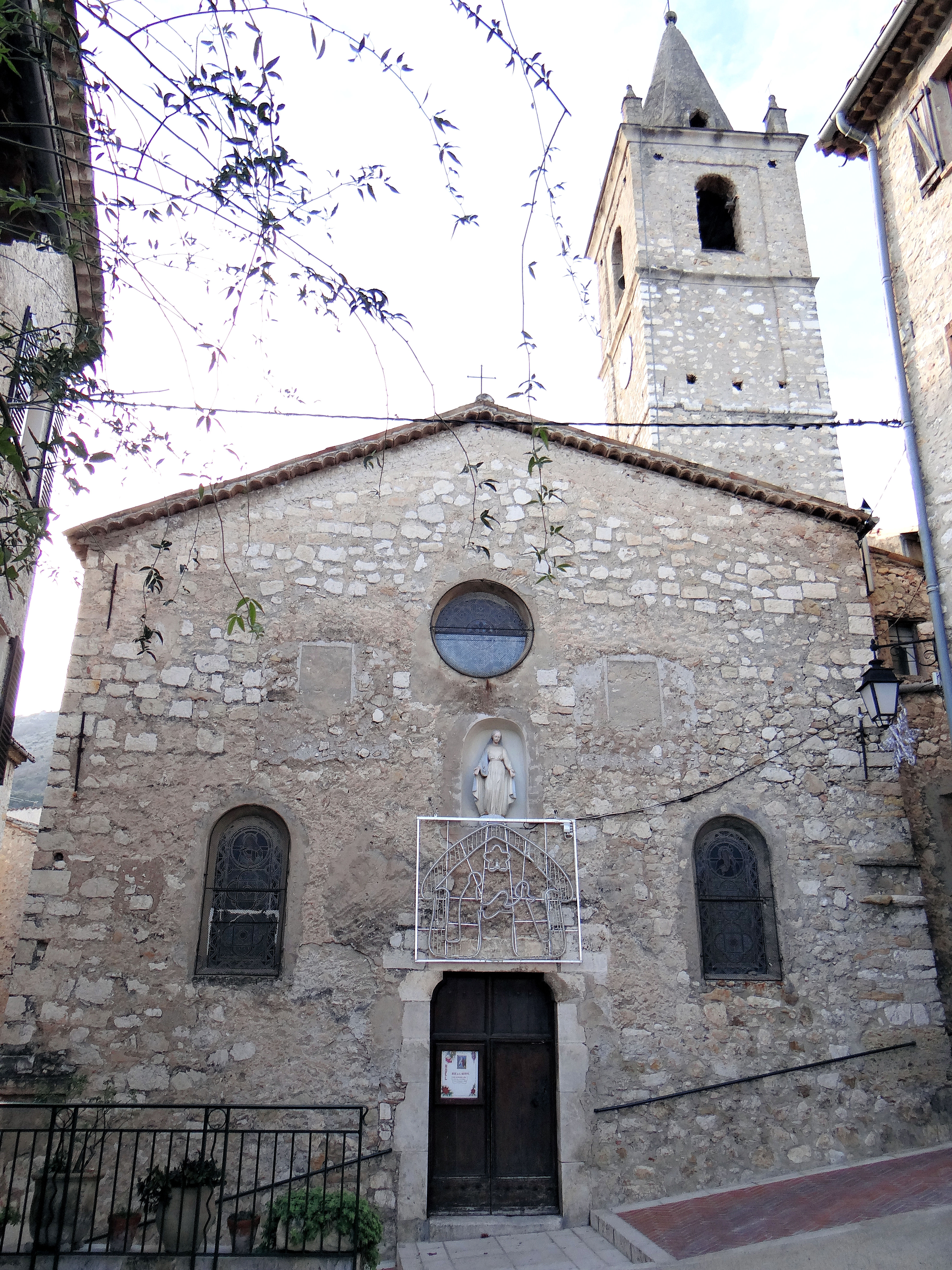
Церковь Святой Марии Магдалины
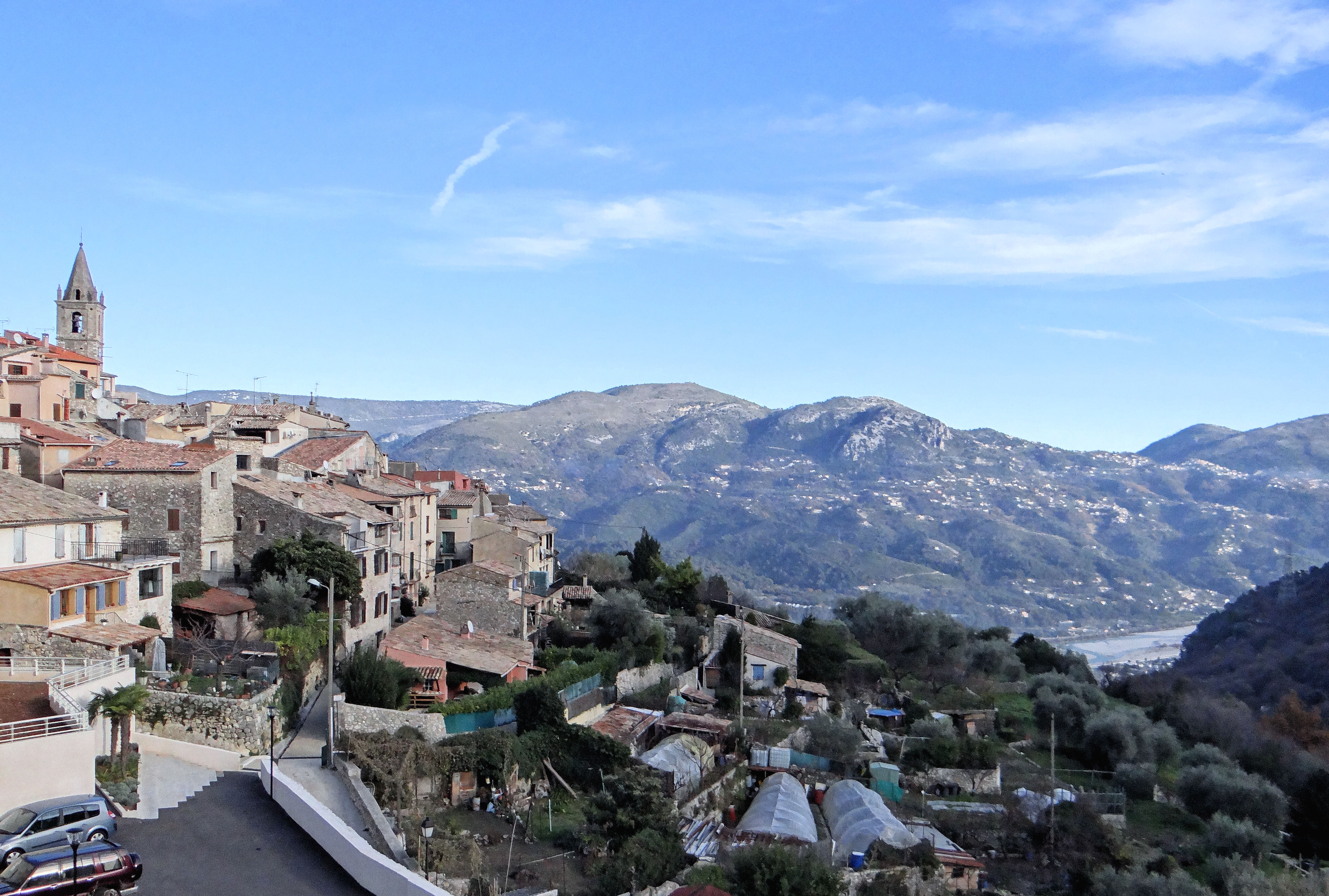
Вид на долину реки Вар